# ARA Gómez Roca (P-46)
La corbeta ARA Gómez Roca (P-46) (COGR) es una corbeta multipropósito MEKO 140 Batch 2 de la Armada Argentina construida en el Astillero Río Santiago (del AFNE) de Ensenada, Argentina, con licencia del astillero Blohm + Voss de Alemania Occidental.

## Construcción
La ARA Gómez Roca es parte de la clase MEKO 140 Batch 2 juntamente con la ARA Parker y ARA Robinson. El Gobierno de Argentina aprobó la construcción con el Decreto 2310/79 del 1 de agosto de 1979.
La construcción de la Gómez Roca inició el 7 de junio de 1983 y su botadura fue el 14 de noviembre de 1983. Su madrina fue Eloisa Josefina Albani de Arosa.

## Servicio operativo

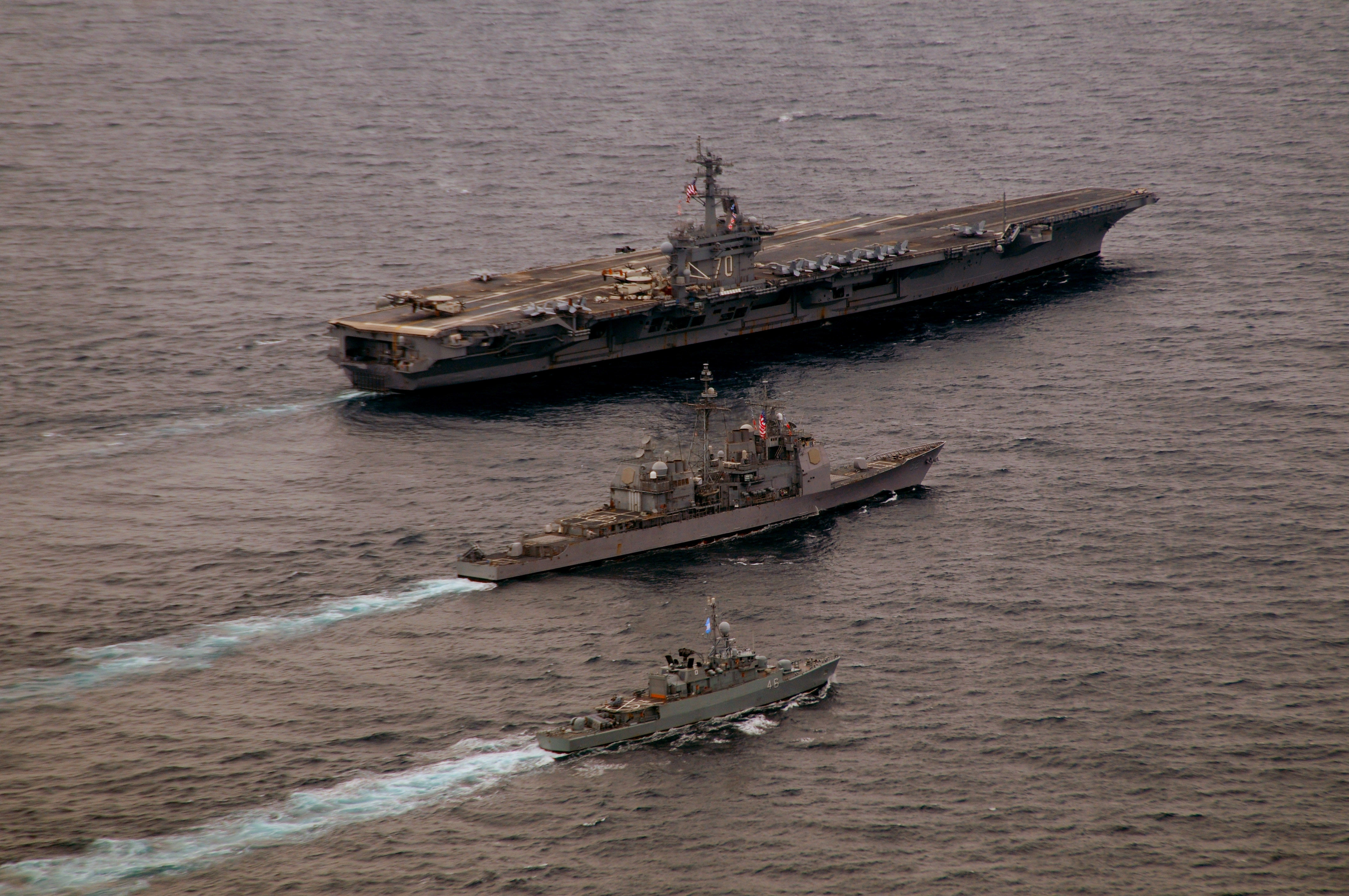
ARA Gómez Roca junto al portaaviones USS Carl Vinson y el crucero USS Bunker Hill durante el ejercicio Gringo-Gaucho 2010

Siguiendo con su comisionamiento, el Gómez Roca ha participado en numerosos ejercicios navales y conducido controles de pesquería en la Zona de Exclusión Económica de Argentina. Tiene su apostadero actual en la Base Naval Puerto Belgrano e integra la 2.ª División de Corbetas —actual División de Corbetas— con las seis corbetas MEKO-140.
Desde su incorporación a la División de Corbetas el buque participa en las ejercitaciones con el resto de los buques de la Flota de Mar, la División de Patrullado Marítimo, la Fuerza de Submarinos y aviones y helicópteros de la Aviación Naval. También ha tomado parte en numerosas operaciones navales con unidades de otros países.

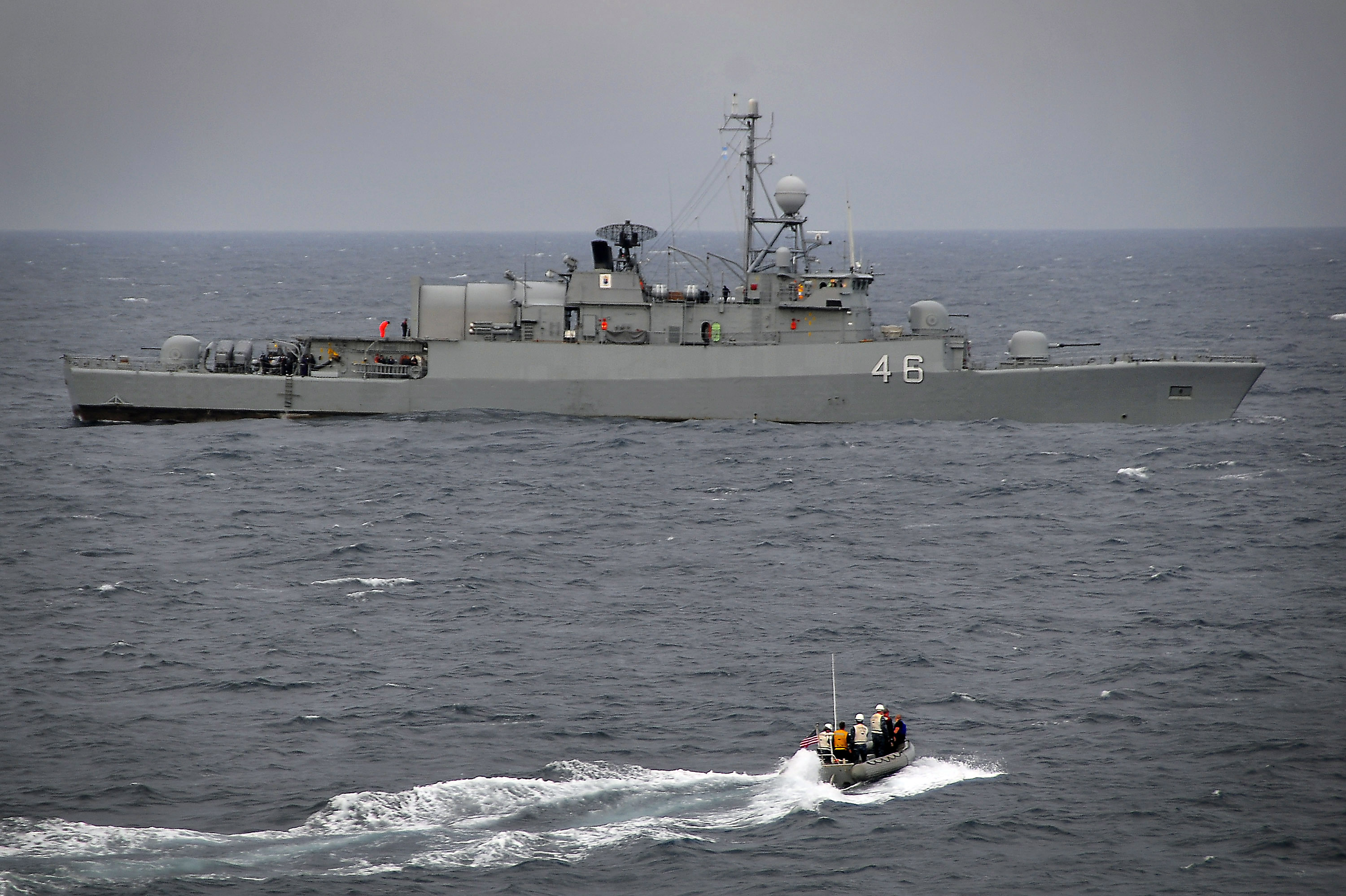
ARA Gómez Roca

En 2006 la corbeta formó parte del ejercicio Fraterno, junto a la Marina de Brasil. A fines de ese año representó a la Armada Argentina en la feria Exponaval de Valparaíso.
Entre sus despliegues, la unidad integró las ediciones 2007 y 2008 del ejercicio combinado UNITAS.
Ese último año, participó como buque de apoyo en el remolque desde la Base Naval Puerto Belgrano hasta Buenos Aires del rompehielos ARA Almirante Irízar, para ser sometido a reparaciones luego del incendio sufrido el año anterior. También formó parte del ejercicio aeronaval combinado Gringo-Gaucho, en donde la nave protagonista fue el USS George Washington.

### Década de 2010
Las actividades operativas son variadas. La participación en ejercicios conjuntos y combinados es constante, realizando despliegues en diferentes puntos del Mar Argentino y del extranjero.
En 2010, fue relevante su tarea en el ejercicio combinado Gringo-Gaucho junto a la Armada de los Estados Unidos.
La unidad forma parte de la Fuerza de Paz Binacional Cruz del Sur junto a otros componentes militares argentinos y chilenos. El primer ejercicio de este componente naval se concretó a fines de 2013 en aguas del canal Beagle.
Durante septiembre de 2014, fue destacada en Brasil para participar del operativo de búsqueda del velero argentino Tunante II.

### Década de 2020
Participó de los ejercicios navales con unidades de la Flota de Mar de 2024.

### Nombre
Es el primer buque de la Armada Argentina que lleva este nombre, en homenaje al 
capitán de fragata (ascendido post mortem) Sergio Gómez Roca, partícipe en el Teatro de Operaciones Atlántico Sur: Guerra de Malvinas, comandante del Aviso ARA Alférez Sobral (A-9); esa unidad de combate fue atacada por helicópteros navales británicos mientras navegaba en una misión de rescate de tripulantes de un avión Canberra de la Fuerza Aérea Argentina derribado al norte de Puerto Argentino. Desde el helicóptero atacaron con misiles Sea Skua, impactando al buque y destruyendo el puente de mando y el cuarto de radio, muriendo en sus puestos de comando el propio comandante capitán de corbeta (en ese momento) Gómez Roca, el guardamarina (en ese momento) Olivieri, cinco suboficiales y un conscripto, dotación de la nave.
El capitán Gómez Roca fue condecorado con la Medalla al Muerto en Combate y ascendido post mortem al grado de capitán de fragata. Fue el primer comandante argentino en morir en su puesto de mando, por acción de guerra frente al enemigo, en un conflicto internacional.
Originalmente esta unidad estaba identificada como ARA "Seaver", en honor al capitán Benjamín Seaver, un héroe naval nacido en los Estados Unidos.